# Lưu Tống Tiền Phế Đế
Lưu Tống Tiền Phế Đế (chữ Hán: 劉宋前廢帝; 25 tháng 2, 449 – 1 tháng 1, 465), tên húy là Lưu Tử Nghiệp (劉子業), biểu tự Pháp Sư (法師), là Hoàng đế thứ sáu của triều Lưu Tống trong lịch sử Trung Quốc.
Ông lên ngôi khi còn ở độ tuổi thiếu niên và chỉ trị vì trong một thời gian ngắn ngủi. Ông là người hung bạo và bốc đồng, đã thảm sát nhiều thành viên hoàng tộc và đại thần cấp cao. Ngoài ra, Tiền Phế Đế còn là người hoang dâm. Tiền Phế Đế đã bị ám sát chỉ khoảng một năm sau khi lên ngôi.

## Trước khi lên ngôi
Lưu Tử Nghiệp sinh năm Nguyên Gia thứ 26 (449), khi đó cha ông là Lưu Tuấn vẫn còn đang là Vũ Lăng vương dưới quyền trị vì của ông nội Văn Đế. Mẹ của Lưu Tử Nghiệp là Vương Hiến Nguyên.
Mặc dù cha ông được cử làm thứ sử lần lượt tại nhiều châu khác nhau, song Lưu Tử Nghiệp vẫn ở tại kinh thành Kiến Khang. Lưu Tử Nghiệp bị bác là Lưu Thiệu tống giam sau khi Lưu Thiệu sát hại Văn Đế để đoạt lấy ngai vàng vào năm 453 và Lưu Tuấn nổi dậy chống lại Lưu Thiệu. Lưu Thiệu đã tính đến việc hành quyết Lưu Tử Nghiệp song đã không làm như vậy. Sau đó, Lưu Tuấn xưng đế rồi đánh bại và giết chết Lưu Thiệu, Lưu Tử Nghiệp được cứu thoát khỏi ngục tù và đến năm 454 thì được lập làm Thái tử.
Năm Hiếu Kiến thứ 3 (456), Hiếu Vũ Đế đã ban hôn ước giữa Lưu Tử Nghiệp với Hà Lệnh Uyển (何令婉), con gái của một bá quan tên là Hà Vũ (何瑀). Hà Lệnh Uyển trở thành Thái tử phi. Năm Đại Minh thứ 2 (458), Hiếu Vũ Đế lập một cung cho Thái tử. Năm thứ 4 (460), ông được phép đọc Hiếu Kinh, và đến năm thứ 7 (463) thì ông được mặc y phục của người lớn.
Trong những năm là thái tử, Lưu Tử Nghiệp đã liên tục mắc lỗi và thường bị Hiếu Vũ Đế trách mắng. Do đó, Lưu Tử Nghiệp tỏ ra bực bội với cả Hiếu Vũ Đế và một em trai là Tân An vương Lưu Tử Loan (劉子鸞), vì Hiếu Vũ Đế từng có lần tính đến việc để Tử Loan thay thế ngôi Thái tử của Tử Nghiệp. Tuy nhiên, một viên quan tên là Viên Nghĩ (袁顗) đã ca tụng về tính hiếu học của Thái tử, vì thế nên Hiếu Vũ Đế đã chấm dứt ý định phế truất Lưu Tử Nghiệp.
Năm Đại Minh thứ 8 (464), Hiếu Vũ Đế qua đời, Lưu Tử Nghiệp lên ngôi Hoàng đế, tức là Tống Tiền Phế Đế. Khi một viên quan tên là Sái Hưng Tông (蔡興宗) đưa quốc ấn cho ông, ông đã tỏ thái độ ngạo mạn và lơ đễnh, và không có bất kỳ biểu hiện buồn bã nào, và Sái đã nhận xét với những người khác rằng đây là một điềm xấu cho triều đại. Tiền Phế Đế tôn Lỗ Thái hậu là Thái hoàng thái hậu, và Vương Hoàng hậu được tôn là Hoàng thái hậu. Ông cũng truy tôn thụy hiệu Hoàng hậu cho Hà Thái tử phi.

## Trị vì
Sau khi lên ngôi, do bất mãn về với vua cha, Tiền Phế Đế ngay lập tức ra lệnh rằng tất cả các thay đổi luật lệ của Hiếu Vũ Đế sẽ bị bãi bỏ. Ngoài ra, sự bất mãn này còn được biểu hiện với việc sau khi trao chân dung các tân đế cho các đền thờ tổ tiên, ông đã đến để nhìn ngắm chúng.
Khi nhìn thấy chân dung người sáng lập nên triều đại (cụ nội) là Vũ Đế, Tiền Phế Đế đã nhận xét, "cụ nội là một đại anh hùng". Khi nhìn thấy chân dung của Văn Đế, Tiền Phế Đế đã nhận xét, "ông nội cũng khá tài giỏi, song thật không may khi ông nội đã bị con trai lấy mất đầu". Khi thấy chân dung của Hiếu Vũ Đế, Tiền Phế Đế không tỏ vẻ hài lòng và nhận xét: "vua cha có một chiếc mũi to do uống quá nhiều rượu. Chiếc mũi đó ở đâu?" và Tiền Phế Đế đã ra lệnh rằng phải phóng đại chiếc mũi của Hiếu Vũ Đế. Lưu Tử Nghiệp cũng chỉ thẳng vào bức họa của cha mình mà nói rằng: "Phụ thân quá mức hiếu sắc, không biết tôn ti trật tự."
Sau khi Lưu Tử Nghiệp lên ngôi không lâu, Vương Thái hậu lâm bạo bệnh. Bà triệu kiến Tiền Phế Đế đến để nhìn mặt. Tuy nhiên, Tiền Phế Đế đã từ chối vì cho rằng trong phòng của người bệnh sẽ có những hồn ma. Thái hậu tức giận và nói với các thị nữ: "Hãy đem một thanh kiếm đến và mổ bụng ta ra, để xem tại sao mà ta lại sinh ra thứ súc sinh này!". Bà qua đời không lâu sau đó.

### Sát hại đại thần
Trong triều đình của Tiền Phế Đế, ông chú là Giang Hạ vương Lưu Nghĩa Cung (劉義恭) có thứ hạng cao nhất, và các bá quân cấp cao khác bao gồm Nhan Sư Bá (顔師伯) và Liễu Nguyên Cảnh (柳元景). Tuy nhiên, ban đầu, quyền lực trên thực tế nằm trong tay các tân tín của Hiếu Vũ Đế là Đới Pháp Hưng (戴法興) và Sào Thượng Chi (巢尚之). Đới thường xuyên kiềm chế các hành vi bốc đồng của Tiền Phế Đế, cảnh báo ông về số phận của ông bác Thiếu Đế, là người đã bị lật đổ và bị giết chết vì bị cho là bất tài.
Đến mùa thu năm Vĩnh Quang thứ nhất (465), Tiền Phế Đế buộc Đới phải tự sát và giáng chức Sào. Các hành động này đã khiến cho các bá quan cấp cao kinh sợ, và Lưu Nguyên Cảnh cùng Nhan Sư Bá đã lên kế hoạch phế truất Tiền Phế Đế và ủng hộ Lưu Nghĩa Cung làm hoàng đế. Khi Lưu Nguyên Cảnh tham khảo ý kiến với tướng Thẩm Khánh Chi (沈慶之), Thẩm đã thông tin ra ngoài do Thẩm trước đó không có mối quan hệ hữu hảo với Lưu Nghĩa Cung và bực tức trước sự bất kính của Nhan Sư Bá. Chỉ 12 ngày sau khi buộc Đới phải tự sát, Tiền Phế Đế đã đích thân dẫn cận binh hoàng cung đi tấn công và giết chết Lưu Nghĩa Cung cùng bốn vương tử của người này. Lưu Nguyên Cảnh và Nhan Sư Bá cùng các con trai của họ cũng đều bị sát hại.
Tiền Phế Đế cắt các chi của Lưu Nghĩa Cung, mổ bụng, và lấy ruột ra để cắt thành từng khúc. Ông cũng khoét mắt Lưu Nghĩa Cung và ngâm vào mật ong, gọi là "mắt ma ngâm." Từ thời điểm này trở đi, những người được Tiền Phế Đế tin tưởng gồm Viên Nghĩ, Từ Viên (徐爰), Thẩm Khánh Chi, hoàng đệ Dự Chương vương Lưu Tử Thượng (劉子尚), và Hội Kê Trưởng công chúa Lưu Sở Ngọc.
Do bực bội trước hoàng đệ Tân An vương Lưu Tử Loan (Lưu Tử Loan), Tiền Phế Đế đã buộc Lưu Tử Loan phải tự sát và còn giết chết hai người em cùng mẹ của Tử Loan là Nam Hải Ai vương Lưu Tử Sư (劉子師) và một công chúa không rõ tên.
Khi chú ông là Nghị Dương vương Lưu Sưởng (劉昶), cũng là Thứ sử Từ Châu (徐州, nay là bắc bộ Giang Tô và bắc bộ An Huy) thỉnh cầu được cho phép trở về Kiến Khang, Tiền Phế Đế đã vu cáo Lưu Sưởng lên kế hoạch phản nghịch, và đã cử Thẩm Khánh Chi đưa quân đi đánh Lưu Sưởng. Lưu Sưởng sợ hãi và ban đầu đã cố gắng kháng cự, tuy nhiên sau đó vì biết rằng mình không thể đánh lại quân của triều đình nên ông ta đã chạy trốn sang Bắc Ngụy.
Vào mùa đông năm 465, Tiền Phế Đế tiếp tục các cuộc giết chóc của mình.

### Ngược đãi tông thân
Tiền Phế Đế rất nghi ngại về việc các chú bác sẽ nổi dậy chống lại mình, vì thế ông hạ lệnh cho họ tập trung tại Kiến Khang rồi hạ lệnh quản thúc. Ông thường ngược đãi họ và đối xử với họ không như con người.
Tương Đông vương Lưu Úc, Kiến An vương Lưu Hưu Nhân (劉休仁), và Sơn Dương vương Lưu Hưu Hựu (劉休祐), cả ba đều là người thừa cân, Tiền Phế Đế đã cho đưa họ vào cũi và cân họ như cân lợn. Tiền Phế Đế gọi Lưu Úc là "Trư vương", Lưu Hưu Nhân là "Sát vương", và Lưu Hưu Hựu là "Tặc vương". Do một người chú khác là Đông Hải vương Lưu Huy (劉褘) bị cho là khó bảo và tối dạ, ông gọi Lưu Huy là "Lư vương" (thân vương con lừa). Tiền Phế Đế thường muốn sát hại Lưu Úc, Lưu Hưu Nhân và Lưu Hưu Hựu, song mỗi lần đó Lưu Hưu Nhân lại tâng bốc ông và vì thế ông lại đổi ý. Trong một sự cố, ông đã trói Lưu Úc giống như cách trói một con lợn, và đưa ông chú này đến nhà bếp và nói rằng: "Hôm nay là ngày giết lợn.". Tuy nhiên, Lưu Hưu Nhân lại nói rằng:"Hôm nay không phải là ngày giết lợn.". Tiền Phế Đế giận dữ hỏi Lưu Hưu Nhân tại sao, và Lưu Hưu Nhân nói rằng, "Sau khi hoàng tử của bệ hạ được sinh ra, khi đó hãy giết lợn và lấy ruột của nó ra!". Tiền Phế Đế thích thú trước câu nói đùa của Lưu Hưu Nhân và đã không giết chết Lưu Úc.
Lo sợ rằng mình sẽ bị hành thích, Tiền Phế Đế giao phó việc canh giữ hoàng cung cho một số người hung tợn, bao gồm Tông Việt (宗越), Đàm Kim (譚金), Đồng Thái Nhất (童太一), và Thẩm Du Chi (沈攸之).
Tiền Phế Đế cũng cho rằng em trai Lưu Tử Huân là một mối đe dọa, đặc biệt là vì Văn Đế, Hiếu Vũ Đế và Lưu Tử Huân đều là con trai thứ ba của cha họ. Do đó, Tiền Phế Đế sử dụng âm mưu của Hà Mại làm một cái cớ và cử một thuộc hạ có tên là Chu Cảnh Vân (朱景雲) đem thuốc độc đến và buộc Tử Huân phải tự vẫn. Tuy nhiên, khi Chu đến gần trị sở của Lưu Tử Huân tại Tầm Dương (尋陽, nay thuộc Cửu Giang, Giang Tây), ông ta đã cố ý đi chậm lại và để lộ tin tức.
Thuộc cấp của Lưu Tử Huân là Đặng Uyển (鄧琬) sau đó đã tuyên bố nổi loạn, song lúc đó Đặng chưa tuyên bố Lưu Tử Huân là hoàng đế.

### Hành vi dâm loạn
Khi nghe chị gái ruột là Trưởng công chúa Lưu Sở Ngọc nói rằng thật không công bằng khi Tiền Phế Đế có thể có đến hàng nghìn thê thiếp song bản thân cô lại chỉ có một phu quân, Tiền Phế Đế đã lựa chọn 30 tráng niên có dung mạo tuấn tú để làm người tình cho cô, hành vi dâm loạn gây chấn động dư luận vào thời điểm đó. Bên cạnh đó, không ít tin đồn cho rằng chính Lưu Sở Ngọc cùng Lưu Tử Nghiệp có quan hệ loạn luân do sự thân thiết bất thường của hai người.
Lưu Tử Nghiệp có quan hệ loạn luân với cô ruột là Tân Thái công chúa Lưu Anh Mị (劉英媚), và đã quyết định lấy bà làm thiếp. Lưu Tử Nghiệp gọi Tân Thái công chúa vào cung để dâm loạn, sau đó đã sát hại một nữ quan và đem thi thể của người này đến chỗ chồng của Lưu Anh Mị là Hà Mại (何邁), và bảo với ông ta rằng Anh Mị đã chết. Hà Mại biết được sự thật và không thể chịu nổi nỗi sỉ nhục này, vì thế Hà Mại đã tính đến việc lật đổ Tiền Phế Đế và lập em trai ông là Tấn An vương Lưu Tử Huân (劉子勛) làm hoàng đế. Âm mưu này bị bại lộ và Tiền Phế Đế đã đích thân đem quân tấn công và giết chết được Hà Mại. Khi Thẩm Khánh Chi cố gắng thúc giục Tiền Phế Đế thay đổi để tránh xảy ra những vụ chống đối khác, Tiền Phế Đế bèn hạ độc Thẩm.
Lưu Tử Nghiệp còn có ý định phong Lưu Anh Mị (lúc này đã đổi tên để tránh điều tiếng dư luận) làm hoàng hậu, nhưng bị các đại thần cực lực phản đối vì như vậy sẽ công khai lộ ra tiếng xấu loạn luân, khiến cả triều đại bị thiên hạ phỉ nhổ. Lưu Tử Nghiệp đành thôi, và phong cho cháu gái Lộ thị của Lộ Thái hoàng thái hậu làm Hoàng hậu.

### Cái chết
Lúc này, Tiền Phế Đế vẫn tiếp tục các hành vi vô đạo của mình. Ông đã cho triệu các vương phi (vợ các thân vương) đến hoàng cung và ra lệnh cho họ nằm xuống và phải đồng ý để các thuộc hạ của ông quan hệ tình dục. Khi Nam Bình Thái vương phi Giang thị (vợ của chú Lưu Thước (劉鑠) đã mất) từ chối, Tiền Phế Đế đã đánh roi bà và giết ba con trai của bà là Nam Bình Hoài vương Lưu Kính Du (劉敬猷), Lư Lăng Cung vương Lưu Kính Tuyên (劉敬先), và Nam An Điệu hầu Lưu Kính Uyên (劉敬淵). Ông cũng ra lệnh buộc các nữ quan của mình phải thoát y và khi một nữ quan từ chối thực hiện, ông đã cho chặt đầu người này.
Đêm hôm đó, Tiền Phế Đế mơ thấy một người đàn bà đến chửi rủa "Ngươi quá hung ác và vô đạo đến nỗi ngươi sẽ không thể tiếp tục sống để thấy vụ thu hoạch lúa mì vào năm tới." Sau khi tỉnh dậy, ông đã tìm thấy một nữ quan có vẻ ngoài giống với người phụ nữ trong giấc mơ và ra lệnh chặt đầu nữ quan này. Sau đó, Tiền Phế Đế lại mơ thấy nữ quan bị chặt đầu tới chửi rủa mình. Do đó, Tiền Phế Đế đã quyết định tổ chức một lễ diệt trừ yêu ma vào đêm hôm sau.
Một thuộc hạ thường xuyên bị Tiền Phế Đế trách mắng là Thọ Tịch Chi đã cùng một số người khác tham gia vào một âm mưu ám sát Tiền Phế Đế. Vào buổi lễ diệt trừ yêu ma, họ đã bao vây Tiền Phế Đế. Tiền Phế Đế cố gắng chạy trốn song đã bị Thọ giết chết, khi đó mới 17 tuổi. Tiền Phế Đế được chôn cất với người vợ quá cố của ông là Hà Thái tử phi.
Lưu Úc lên ngôi, tức là Lưu Tống Minh Đế.

## Gia quyến
- Hậu phi

1. Thái tử phi Hà Lệnh Uyển (何令婉), nguyên phối thê tử , con gái của Dự Chương Trưởng công chúa Lưu Hân Nam (劉欣男) - ấu nữ của Lưu Tông Vũ Đế và phò mã Hà Vũ (何瑀) , mất năm 17 tuổi , ban đầu truy tặng làm Hiến phi (獻妃) , sau truy thụy hiệu Hiến Hoàng hậu (獻皇后).
2. Lộ Hoàng hậu, cháu gái gọi bằng cô của Lộ Thái hậu.
3. Tạ quý tần (謝貴嬪).
4. Lưu Anh Mị (劉英媚), tức Tân Thái công chúa (新蔡公主), cô ruột (em của Hiếu Vũ Đế Lưu Tuấn) , vốn gả cho Hà Mại (何邁) , sau khi Hà Mại bị hành quyết thì vào cung hầu Phế đế.
5. Dương lương đệ, con gái Dương Chiêm (羊瞻).
6. Viên Bảo Lâm (袁保林), con gái Viên Tăng Huệ (袁僧惠).

- Hậu duệ:

1. Con trai không rõ tên, có thể là con đẻ của Lưu Mông (劉矇).